# Melogale everetti
Espèce
Statut de conservation UICN

 EN  : En danger
Melogale everetti est une espèce de mammifères carnivores de la famille des Mustélidés. Ce blaireau-furet, que l'on rencontre en Indonésie et Malaisie, est peut-être une espèce vulnérable.
Cette espèce a été décrite pour la première fois en 1895 par le zoologiste britannique Michael Rogers Oldfield Thomas (1858-1929).

## Répartition

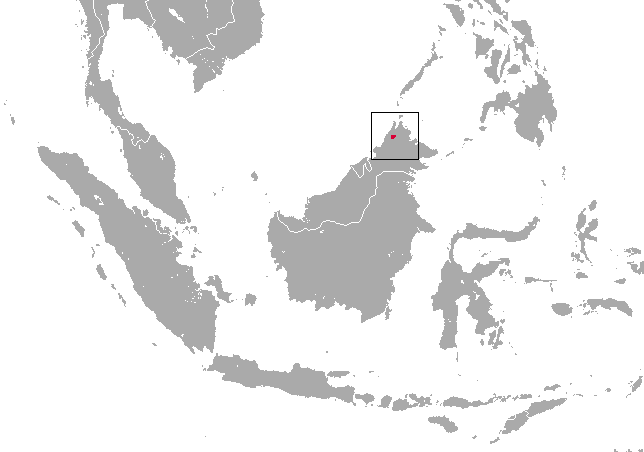
Carte de répartition de l'espèce en Asie du Sud Est.

On rencontre ce mustélidé en Indonésie et en Malaisie, sur l'ile de Bornéo dont il est endémique.